# Silvio Leonard
Silvio Leonard Sarría (Cienfuegos, 20 de setembro de 1955) é um antigo atleta cubano, especialista em provas de velocidade pura.
Foi o segundo atleta (depois de Jim Hines) a correr os 100 metros em menos de 10 segundos, em medição electrónica, ao fazer o tempo de 9.98 s no dia 11 de agosto de 1977, em Guadalajara. No mesmo ano, foi também o mais rápido do mundo em 200 metros com a marca de 20.08 s.
Nos Jogos Olímpicos de 1980, em Moscovo, Leonard alcançou a medalha de prata nos 100 metros, terminando atrás do britânico Allan Wells. Mais tarde, na final de 200 metros, terminaria em 4º lugar com o tempo de 20.30 s, a apenas um centésimo de segundo do terceiro classificado, o jamaicano Don Quarrie.

## Melhores marcas pessoais
| Prova      | Data                 | Local               | Marca   |
| ---------- | -------------------- | ------------------- | ------- |
| 100 metros | 11 de agosto de 1977 | Guadalajara, México | 9.98 s  |
| 200 metros | 19 de junho de 1978  | Varsóvia, Polónia   | 20.06 s |